# Мёринген
Мёринген (нем. Möringen) — община в Германии, в земле Саксония-Анхальт. 
Входит в состав района Штендаль. Подчиняется управлению Штендаль-Ухтеталь.  Население составляет 600 человек (на 9 мая 2011 года). Занимает площадь 17,35 км².